# 茂道吐林场
茂道吐林场，是中国内蒙古自治区通辽市科尔沁左翼后旗下辖的一个类似乡级单位。

## 行政区划
茂道吐林场共辖以下地区：
- 虚拟生活区[1]